# František Hezoučký
František Hezoučký (18. srpna 1942, Praha – 9. prosince 2024) byl český expert na jadernou energetiku, strojní technik a vysokoškolský pedagog. Začínal v jaderné elektrárně Jaslovské Bohunice, kde se významně zasloužil o zvládnutí jejích dvou havárií, a podílel se na výstavbě jaderné elektrárny Dukovany a jaderné elektrárny Temelín, kde se stal následně i jejím prvním ředitelem.
Dne 28. října 2020 byl oceněn medaili Za zásluhy I. třídy. 

## Život

### Studium a práce v Jaslovských Bohunicích a Dukovanech
Narodil se v Praze, kde po vystudování oboru strojírenská technologie na Střední průmyslové škole strojnické v Betlémské ulici pokračoval na Katedře tepelně energetických zařízení Fakulty strojní ČVUT. Jako čerstvý absolvent nastoupil v roce 1966 do jaderné elektrárny A1 v Jaslovských Bohunicích. Nastoupil jako technik, odkud se přes operátora a vedoucího bloku dostal k vedoucímu oddělení technického rozvoje. Po jednoroční základní vojenské službě absolvoval v letech 1967 až 1970 postgraduální studium oboru Jaderná technika na Slovenské technické univerzitě a na Fakultě jaderné a fyzikálně inženýrské ČVUT a kromě řady dalších kurzů byl i například na různých odborných stážích. Během působení v elektrárně v Jaslovských Bohunicích zažil její dvě havárie. Při první havárii v roce 1976 radil s její likvidací a významně se zasloužil o zvládnutí této první závažné jaderné události. Během druhé havárie, která nastala následující rok, byl mimo elektrárnu, na vyžádání směny se však rychle dostavil. V roce 1979 se zástupcem vědeckého vedoucího spouštění pro energetické spouštění zdejší jaderné elektrárny V1.
Následně přešel do Dukovan, kde byl vedoucím odboru reaktorové fyziky a provozní techniky. V letech 1981 až 1983 zde působil jako hlavní inženýr pro provozní techniku a technologii a následně byl do roku 1987 hlavním inženýrem spouštění všech jejích čtyř bloků VVER-440. Mimo jiné se stal členem státní zkušební komise pro zkoušky operátorů a členem Stálé operativní komise československé vlády pro případ radiačních událostí na jaderných elektrárnách. Při spouštění jaderných elektráren Jaslovské Bohunice a Dukovany vytvořil několik vynálezů a zlepšovacích návrhů.

### Temelín a MAAE
Po spuštění posledního bloku byl roku 1987 přemístěn generálním ředitelem ČEZ na výstavbu jaderné elektrárny Temelín. Po přesunu zastával nejprve funkci náměstka ředitele pro přípravu provozu a v letech 1990 až 1993 byl prvním náměstkem ředitele pro spouštění. Od roku 1993 působil krátce jako nezávislý konzultant a pracoval pro SÚJB. Více než čtyři roky byl technickým poradcem ve firmě Westinghouse a poté přes rok jako hlavní inženýr švýcarské firmy Colenco. Po rozhodnutí vlády o dostavbě dvou bloků jaderné elektrárny Temelín byl společností ČEZ znovu na elektrárnu povolán a 10. června 1999 jmenován jejím ředitelem. Stal se zároveň místopředsedou představenstva ČEZ, zodpovědného za její jaderné elektrárny. Během jeho působení byly postaveny jeho dva bloky a vyřešil řadu organizačních i technických problémů. Po uvedení druhého temelínského bloku do zkušebního provozu v roce 2003 byl delegován ze společnosti ČEZ do Mezinárodní agentury pro atomovou energii (MAAE) ve Vídni. Pracoval zde v Divizi jaderné energetiky Sekce inženýrství jako vedoucí jaderný inženýr a technický vedoucí pro mnoho národních a regionálních projektů v Íránu, Pákistánu nebo v Rusku a pro řadu zemí, které zahajovaly jaderný program. Po návratu z MAAE byl jako klíčový odborník pro jadernou energetiku zaměstnán ve společnosti WorleyParsons EES. Díky tomu se podílel na podpoře firmy Škoda JS při přípravě nabídky na výstavbu posledních dvou jaderných bloků v Temelíně nebo na přípravě harmonogramů a prací na stavbě Jaderné elektrárny Mochovce.

### Pedagogická činnost
Kromě přednášek pro postgraduální studium začal v roce 2003 přednášet jako externista na Fakultě strojní ČVUT, kde i v roce 2005 habilitoval. Od roku 2008 působil rovněž na Fakultě strojní Západočeské univerzity v Plzni, a to na Katedře energetických strojů a zařízení. Zde se spolupodílel na znovuzavedení specializace Stavba jaderně energetických zařízení pro magisterské studium a zapojoval se do akcí Jaderné dny.

### Vyznamenání
V roce 1986 mu předseda vlády ČSSR Lubomír Štrougal předal státní vyznamenání Za vynikající práci a v roce 2017 získal od rektora ZČU Miroslava Holečka pamětní medaili za dlouholetou významnou činnost pro ZČU. Za svou práci byl u příležitosti oslav výročí vzniku Československa 28. října 2020 vyznamenán prezidentem Milošem Zemanem medailí Za zásluhy I. třídy. Slavnostní udílení vyznamenání ve Vladislavském sále Pražského hradu se kvůli koronavirové pandemii uskutečnilo po několika odkladech až 7. března 2022 při příležitosti narozenin Tomáše Garrigua Masaryka.

### Smrt
Zemřel po dlouhé nemoci 9. prosince 2024 ve věku 82 let a poslední rozloučení se konalo 18. prosince v obřadní síni hřbitova sv. Otýlie v Českých Budějovicích, kde bydlel.

## Ocenění
- Vyznamenání Za vynikající práci (1986)
- Pamětní medaile ZČU (2017)
- Medaile Za zásluhy  I. stupně (2020)